# Josef Gruber (politik SDAP)
Josef Gruber (12. března 1867 Lambach – 5. září 1945 Linec) byl rakouský pedagog a sociálně demokratický politik, na počátku 20. století poslanec Říšské rady, v meziválečném období poslanec rakouské Národní rady a člen rakouské Spolkové rady, starosta Lince.

## Biografie
Vychodil národní a měšťanskou školu. Vystudoval pak učitelský ústav v Linci, kde roku 1891 získal učitelskou kvalifikaci pro měšťanské školy. Působil do roku 1888 jako podučitel v Sankt Agatha, v letech 1889–1892 v Altmünsteru. V letech 1892–1900 byl odborným učitelem na měšťanské škole Spittelwiese v Linci, v letech 1900–1901 pak učil na linecké měšťanské škole v Schützenstraße. Roku 1902 nastoupil na chlapeckou měšťanskou školu ve Figulystraße v Linci. V letech 1926–1933 byl ředitelem hlavní školy v Linci.
Byl aktivní v Sociálně demokratické straně Rakouska. Byl členem zemské školské rady a městské školské rady v Linci. Zasedal v obecní radě v Linci a byl poslancem Hornorakouského zemského sněmu. Na počátku 20. století se zapojil i do celostátní politiky. Ve volbách do Říšské rady roku 1907, konaných poprvé podle všeobecného a rovného volebního práva, získal mandát v Říšské radě (celostátní zákonodárný sbor) za obvod Horní Rakousy 2.Profesně byl k roku 1907 uváděn jako odborný učitel. Byl členem poslaneckého klubu Klub německých sociálních demokratů.
Po válce zasedal od 4. března 1919 do 20. prosince 1919 jako poslanec Ústavodárného národního shromáždění Rakouska, pak krátce od 10. listopadu 1920 do 25. listopadu 1920 coby poslanec rakouské Národní rady a následně od 1. prosince 1920 do 2. července 1925 byl členem rakouské Spolkové rady, přičemž od 7. prosince 1920 do 28. června 1921 byl jejím místopředsedou. Stále zastupoval sociální demokracii.
V letech 1918–1931 byl náměstkem zemského hejtmana Horních Rakous. V období let 1930–1934 zastával post starosty Lince. Roku 1927 se stal předsedou zemské organizace sociálně demokratické strany.